# Lanne
Lanne é uma comuna francesa na região administrativa de Occitânia, no departamento dos Altos Pirenéus. Estende-se por uma área de 5,75 km². Em 2010 a comuna tinha 604 habitantes (densidade: 105 hab./km²).